# Hugo Betting
Hugo Adolf Betting (Stoccarda, 25 gennaio 1880 – marzo 1930) è stato un rugbista a 15 tedesco.
Partecipò ai Giochi della II Olimpiade di Parigi del 1900 conquistando una medaglia d'argento nel rugby a 15 con il SC 1880 Frankfurt, squadra rappresentante la Germania. Fu l'unico rugbista tedesco che giocò nella squadra di Francoforte solo in occasione dell'Olimpiade, dato che era un giocatore dello Stoccarda.

## Palmarès
- Argento olimpico: 1

1900